# Notobranchaea macdonaldi
Notobranchaea macdonaldi é uma espécie de molusco pertencente à família Notobranchaeidae.
A autoridade científica da espécie é Pelseneer, tendo sido descrita no ano de 1886.
Trata-se de uma espécie presente no território português, incluindo a zona económica exclusiva.